# Thomas Fogdö
Hans Thomas Fogdö, född 14 mars 1970 i Gällivare i Norrbottens län, är en svensk före detta utförsskidåkare, numera verksam som föreläsare och idrottspsykologisk rådgivare.

## Biografi
Fogdö började att åka slalom som sexåring i Friluftsfrämjandets skidskola. Senare började han tävla för Gällivare Sportklubb och kom även in på ortens skidgymnasium. Väl där vann han Salomonserien.
Thomas Fogdö hann med fem världscupdeltävlingssegrar i slalom och en totalseger i slalomcupen. Den 7 februari 1995 bröt han ryggen under ett träningsåk i Åre och blev förlamad från midjan och nedåt, vilket ledde till att han blev rullstolsburen. Efter olyckan verkar Thomas Fogdö som föreläsare, mental rådgivare och författare.

## Världscupsegrar
| Datum            | Plats             | Lopp   |
| ---------------- | ----------------- | ------ |
| 23 mars 1991     | Waterville Valley | Slalom |
| 6 december 1992  | Val-d'Isère       | Slalom |
| 19 december 1992 | Kranjska Gora     | Slalom |
| 17 januari 1993  | Lech am Arlberg   | Slalom |
| 28 mars 1993     | Åre               | Slalom |

### Fotnoter
1. 1 2  Arthur, Gabriel (21 juli 2008). ”Thomas Fogdö”. Akaskidor.com. http://www.akaskidor.se/artiklar/tester/20080721/thomas-fogdo-slalomspecialisten/?page=1. Läst 19 mars 2012.